# Ivan Večenaj
Ivan Večenaj est un peintre naïf croate (né le 18 mai 1920 à Gola et mort le 13 février 2013) appartenant à la seconde génération de l'école de Hlebine.

## Biographie
Ivan Večenaj, né en 1920 à Gola, est le frère aîné de Stjepan Večenaj.
Comme Ivan Generalić, il pratique la peinture sur verre, utilise le symbolisme du coq et peint des paysages d'hiver.  D'après son biographe Grgo Gamulin, son originalité consiste en « un élargissement de l'iconographie du cercle de Hlebine selon sa manière inquiète et bizarre et au surplus à un élargissement de l'iconographie biblique ». Son frère Stjepan Večenaj (né en 1928) est aussi un peintre réputé dans le style de Hlebine.

## Expositions personnelles
- 1955 - Gradski muzej, Varaždin
- 1955 - Gradski muzej, Koprivnica
- 1959 - Galerija primitivne umjetnosti, Zagreb
- 1962 - Biella, Italie
- 1963 - Galerija umjetnina,Večenaj-Kovačić, Split
- 1975 - Galerija primitivne umjetnosti, Zagreb
- 1975 - Galerija Meštrović, Split
- 1977 - Art Gallery, Milan
- 1978 - Centro incontri cassa di risparmio di Torino
- 1981 - Galerija GIBU, Zagreb
- 1984 - Galerie Hell&Hell, Munchen
- 1984 - Atelier Cora-Hermance, Genève
- 1985 - Eskenazi Arte, Turin
- 1985 - Galerie I.Generalić, Milan
- 1987 - Galerija Hlebine, rétrospective
- 1996 - Umjetnički paviljon, Zagreb
- 2001 - Galerija Žiljak, Sv.Ivan Zelina
- 2002 - Gradski muzej, Požega
- 2003 - Podravka d.d., Koprivnica

## Collections
Huile sur verre, sauf mention contraire
- Musée croate d'Art Naïf, Zabreb
  - Kobila na paši,1961
  - Jeva dale nemre, 1962
  - Pupava Jana, 1962
  - Krave voze drva, 1965
  - Evanđelisti na Kalvariji, 1966
- Moïse II, collection de la ville de Francfort-sur-le-Main
- Le bal ou Danseurs, Musée international d'art naïf, Vicq